# Susanna (Lotto)
La tarsia Susanna e i vecchioni o Castae Susanae liberatio  è una delle tarsie del coro della basilica di santa Maria Maggiore, realizzata da Giovan Francesco Capoferri su disegno di Lorenzo Lotto. La tarsia è doppia, perché composta anche da un coperto che doveva proteggerla dall'usura del tempo e che veniva rimosso durante le funzioni religiose più importanti. Questa diventa simbolicamente per la catechesi il viaggio iniziatico alla comprensione degli importanti messaggi del Vecchio Testamento. La tarsia è posta sul presbiterio nel coro dei religiosi, ala sinistra primo stallo. Il cartone porta il titolo di acusationes Susane e nell'atto notarile unicamente con il titolo di Susane e così verrà nuovamente indicato quando Lorenzo Lotto ne chiese la restituzione.

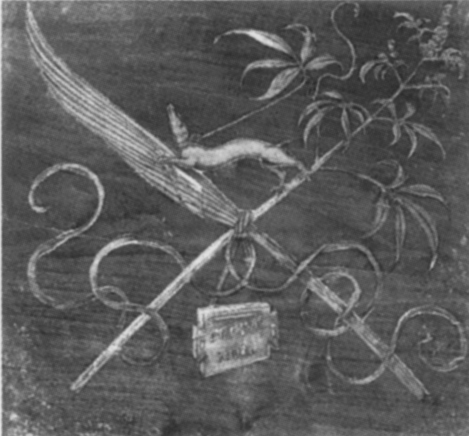
Coperto della tarsia Susanna

## Storia
La congregazione della Misericordia Maggiore, agli inizi del XVI secolo, decise di completare il presbiterio con la realizzazione di un coro. Il 12 marzo 1524 i presidi della fondazione affidarono a Lorenzo Lotto  la realizzazione dei disegni degli stalli per il coro della basilica mariana.  Fu affidato a Bernardo Zenale l'impianto architettonico e la realizzazione dell'opera all'intarsiatore Giovan Francesco Capoferri coadiuvato dal falegname Giovanni Belli di Ponteranica. 
Le tarsie erano correlate da un coperto che doveva proteggerle, ma che con i disegni di Lorenzo Lotto divennero un elaborato e profondo messaggio da comprendere.
Della commissione e della consegna dei disegni rimangono i documenti e le lettere che il pittore veneziano aveva inoltrato alla congregazione.

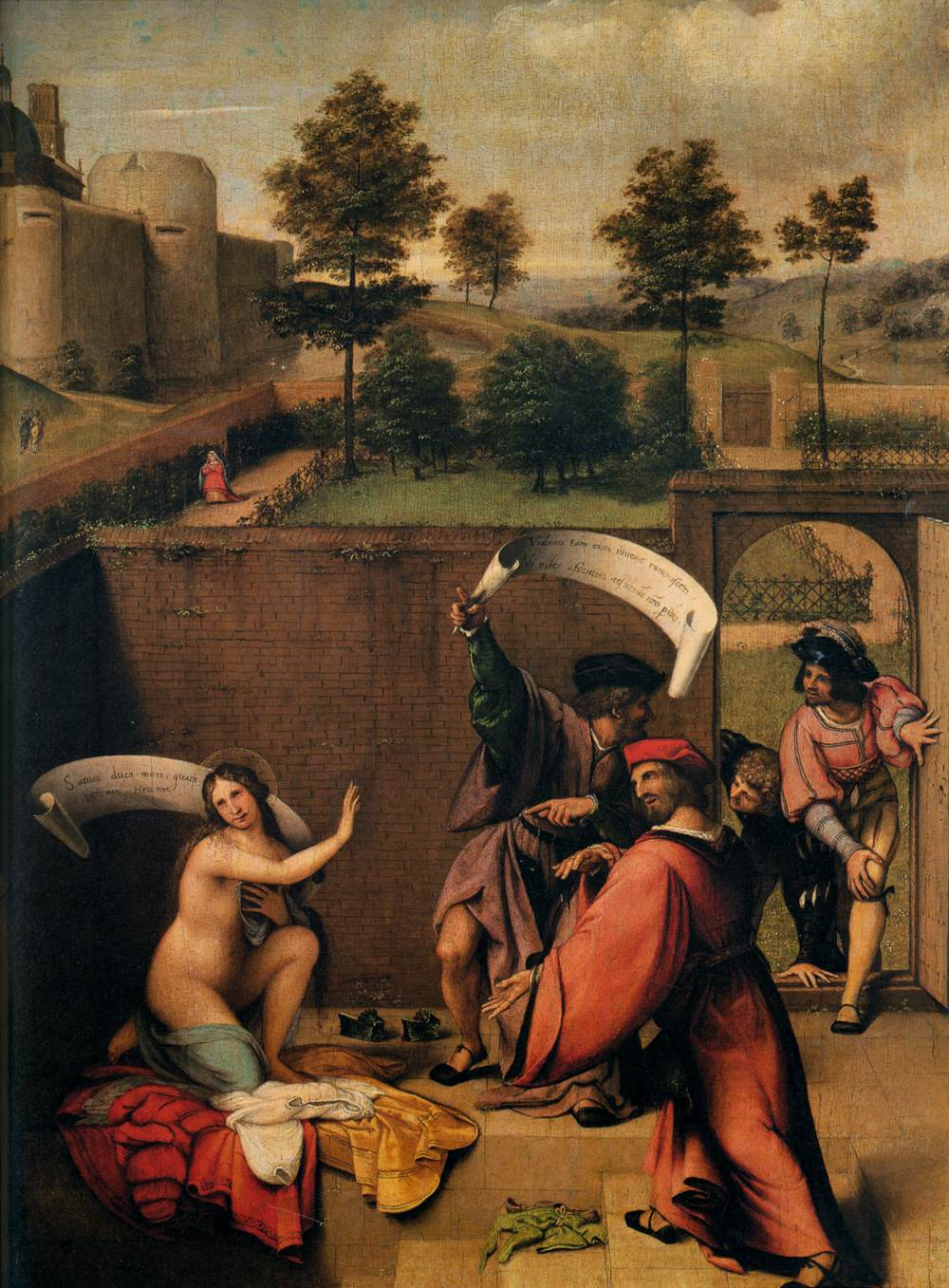
Lotto, Susanna e i vecchioni-Uffizi di Firenze

Il disegno della tarsia viene consegnato nel 1524 con il titolo di Susanna e nel medesimo anno in estate, realizzata dal Capoferri e profilata da Lucano da Imola.

## Descrizione

### La tarsia
La storia di Susanna e i vecchioni è un episodio biblico narrato sul libro di Daniele al capitolo 13 che ha ispirato nel tempo molti artisti che hanno realizzato varie opere esposte nei diversi musei. Lorenzo Lotto aveva realizzato un dipinto olio su tavola a medesimo soggetto nel 1517 conservato nella pinacoteca fiorentina degli Uffizi.
La raffigurazione della tarsia si sviluppa su due livelli, con una veduta a volo d'uccello. In quello superiore è raffigurato il palazzo del ricco Iochim, marito della bella Susanna, in stile rinascimentale, completo di porticato retto da colonne quadrate dove passeggiano personaggi che conversano. Raffigurare personaggi che passeggiano sotto i portici del palazzo vuole indicare la grande considerazione che vi era per il giovane ricco da parte dei giudici eletti dal popolo. Su di una seduta muraria sono presenti i panni della donna; la sottoveste, la veste e la biancheria, il cofanetto delle gioie, i profumi con lo specchio. La perfezione dei particolari rappresentati è ben visibile anche dal particolare delle zanche che legano le lastre di marmo dei gradini che conducono al bagno. L'alto muro riprende la descrizione biblica: muro castitatis. Anche se pur essendo molto alto, la raffigurazione proiettata dall'alto permette all'osservatore di coglierne i particolari, superando quella divisoria alta che rappresenta il muro così che si possano cogliere i particolari dell'evento, ben visibili sono quindi le ancelle che scappano su di un lato mentre i vecchi giudici sono nascosti dietro ad alcuen piante.

### Il coperto
Il disegno del coperto o impresa, è uno dei tre che il pittore consegna il 16 giugno 1524 ai sindaci della Fondazione MIA realizzata poi dal Capoferri. L'impresa presenta due rami intrecciati e legati da un lungo nastro con un ermellino legato da un lungo guinzaglio centrale di deviazione petrarchesca indicante la purezza. Sotto chì'è una tavola con la scritta POCIUS MORI. L'ermellino, secondo una credenza medioevale, si riteneva che preferisse morire piuttosto che essere catturato per queto indicato come animale puro, e a questo si riferiva il Lotto, alla purezza della giovane donna esaltandone l'amore e la castità. Vi è un ulteriore significato che indica come la purezza dei martiri, come indica la palma dicendo che l'uomo santo, preferisce morire martire unendo il suo sacrificio a quello di Cristo, meglio subire il martirio ed essere sottoposto solo al giudizio divino e non a quello terreno.